# 함경북도도서관
함경북도도서관(咸鏡北道圖書館)은 조선민주주의인민공화국 함경북도 청진시에 위치한 공립 도서관이다. 2012년에 개관했으며, 301대의 컴퓨터를 구비하고 있다.